# Richard Fowler
Sir Richard Fowler (auch Richard Fouler, * um 1425; † 3. November 1477 in Oxfordshire) war ein englischer Verwaltungsbeamter.
Er besaß Ländereien in Oxfordshire und Buckinghamshire und wurde 1467 zum Knight Bachelor geschlagen.
Er bekleidete von 1469 bis 1471 das Amt des Schatzkanzlers. Danach war er von 1471 bis zu seinem Tod Chancellor of the Duchy of Lancaster.
Sein Vater war William Fowler (1400–1452). Er war verheiratet mit Joan Danvers (um 1422–1505), der Tochter von John Danvers (1382–um 1449). Er hatte zwei Kinder.